# Chaumont (Nowy Jork)
Chaumont – wieś w Stanach Zjednoczonych, w stanie Nowy Jork, w hrabstwie Jefferson.